# Chiềng Hắc
Chiềng Hắc là một xã thuộc thị xã Mộc Châu, tỉnh Sơn La, Việt Nam.

## Địa lý
Xã Chiềng Hắc có vị trí địa lý:
- Phía đông giáp phường Cờ Đỏ và xã Tân Yên
- Phía tây giáp huyện Yên Châu
- Phía nam giáp các phường Mộc Lỵ, Mộc Sơn, Mường Sang, Thảo Nguyên và xã Chiềng Khừa
- Phía bắc giáp xã Tân Yên.

Xã Chiềng Hắc có diện tích 139,93 km², dân số năm 2023 là 8.213 người, mật độ dân số đạt 58 người/km².

## Hành chính
Xã Chiềng Hắc được chia thành 13 bản: Chiềng Pằn, Cò Lìu, Hin Phá, Long Phú, Pá Phang 1, Pá Phang 2, Piềng Lán, Ta Niết, Tà Số 1, Tà Số 2, Tát Ngoãng, Tây Hưng, Tong Hán.

## Lịch sử
Ngày 14 tháng 11 năm 2024, Ủy ban Thường vụ Quốc hội ban hành Nghị quyết số 1280/NQ-UBTVQH15 về việc sắp xếp đơn vị hành chính cấp huyện, cấp xã của tỉnh Sơn La giai đoạn 2023 – 2025 (nghị quyết có hiệu lực từ ngày 1 tháng 2 năm 2025). Theo đó, điều chỉnh 9,87 km² diện tích tự nhiên của thị trấn Nông trường Mộc Châu và 27,25 km² diện tích tự nhiên của xã Mường Sang vào xã Chiềng Hắc.
Xã Chiềng Hắc có 139,93 km² diện tích tự nhiên và quy mô dân số là 8.213 người.